# Nik Turner
Nicholas Turner, detto Nik (Oxford, 28 agosto 1940 – Pembrokeshire, 11 novembre 2022), è stato un cantante e sassofonista britannico, noto principalmente per la sua collaborazione con il gruppo musicale Hawkwind, di cui è stato uno dei membri fondatori.
Turner fece parte degli Hawkwind durante i primi anni di attività del gruppo, in primo luogo come sassofonista e flautista, ma talvolta anche come cantante e autore dei testi.

## Discografia

### Con gli Hawkwind
- 1970 - Hawkwind
- 1971 - In Search of Space
- 1972 - Doremi Fasol Latido
- 1974 - Hall of the Mountain Grill
- 1975 - Warrior on the Edge of Time
- 1976 - Astounding Sounds, Amazing Music
- 1982 - Church of Hawkwind
- 1983 - Choose Your Masques

### Solista
- 1993 - Sphynx
- 1994 - Prophets of Time
- 1997 - Past or Future?
- 2000 - Live at Deeply Vale
- 2013 - Space Gypsy
- 2015 - Space Fusion Odissey
- 2017 - Life in Space
- 2019 - The Final Frontier
- 2021 - I Do What I Like

### Con i Telergy
- 2011 – Exodus
- 2013 – The Legend of Goody Coole

### Collaborazioni
- 2012 - Witche's Brew - Supersonicspeedfreaks